# Майнінген
Майнінген (нім. Meiningen) — місто в Німеччині, у федеральній землі Тюрингія, культурний центр. Адміністративний центр району Шмалькальден-Майнінген.

## Історія
Майнінген вперше згадується у 982 р. Імператор Генріх II пожертвував місто у 1008 р. римсько-католицькій єпархії Вюрцбурга і воно залишилося його частиноюна протягом 534 років. Як місто, вперше згадується у 1230 р.
З 1680 по 1918 роки Майнінген був столицею Саксен-Майнінгенського герцогства. Одна з принцес Саксен-Майнінген, Аделаїда Луїза Тереза Кароліна Амелія фон Саксен-Майнінген, стала дружиною короля Великої Британії Вільгельма IV у 1818 р.
Перший міський театр відкрився у 1831 р. Перша залізнична лінія була побудована у 1858 р. До початку 20-го століття в місті існували декілька великих банків, воно було важливим фінансовим центром у Німеччині.
Герцогство було скасоване наприкінці Першої світової війни. Під час Другої світової війни у Майнінгені була розташована лікарня для військовополонених. Під час повітряного налету на Майнінген 23 лютого 1945 р. ВПС США загинуло 208 осіб, були зруйновані 251 будинок і два мости, пошкоджені 440 будівлі. Майнінген був зайнятий американськими збройними силами у квітні 1945 року. У липні 1945 р. місто було включене до Східної зони окупації разом з іншими містами Тюрингії.
Після возз'єднання Німеччини Майнинген став повітовим містом Schmalkalden.

## Культура

### Театри
Театр Майнінгена ставить музичні вистави (опера, оперета, мюзикли), п'єси, симфонічні концерти, лялькові вистави, балет. Придворний театр у місті був відкритий 17 грудня 1831. Він був зруйнований під час пожежі в 1908 р. і був відновлений в 1909 р. як неокласична будівля. Театр виступав із концертами, подорожуючи по всій Німеччині та Європі. Завдяки зусиллям герцога Саксен-Майнінгена (1866—1914) театр набуває міжнародної популярності. Сьогодні його ім'я звучить як «Державний театр Південної Тюрингії» (Südthüringisches StaatstheaterЇ. В театрі працює більш ніж 300 осіб.

### Придворна капела
«Придворна капела Майнінгу» є одною з найстаріших і найбільш традиційною серед багатьох подібних ансамблів у Європі. В складі оркестру 68 співаків і музикантів, вона є частиною театру.
Капела була заснована в 1690 р. герцогом Бернхардом I. З жовтня 1880 почався її найуспішніший період, коли під керівництвом Ганса фон Бюлова вона перетворилася на елітну загальноєвропейського значення. Йоганн Брамс неодноразово приїжджав до Майнингену співпрацювати з капелою і час від часу диригував нею. Так само, як і інші відомі композитори, включаючи Ріхарда Штрауса.

### Картинні галереї
«Верхня Галерея» і «Нижня Галерея» належать Майнінгському Музею і розташовані в Замку Єлизавети. Там постійно відбуваються виставки присвячені конкретним історичним подіям або поточному культурному і громадському життю міста.
Картинна галерея (Kunsthaus) Майнінгу є закладом культури в історичному фахверкові будинку «Старий поштамт». Тут представлені виставки сучасного образотворчого мистецтва, проводяться семінари майстер-класи для місцевих та приїжджих художників.

### Музеї
У Майнингені є шість культурних та історичних музеїв, у яких розміщено найбільші колекції творів мистецтва Тюрингії. Головний музей міститься у замку Єлізавети, колишній резиденції герцогів Саксен-Майнінген.
Новітній музей, відкритий в 1999 році, є театральним і має назву «Чарівний світ декорацій». Він міститься в колишньому манежі біля палацу. До послуг відвідувачів пропопонуються виставки вдалих театральних сценічних декорацій та інформація про європейські гастролі Майнингенського придворного театру.

## Персоналії
- Фріц Діц (1901—1979) — німецький (НДР) актор.

## Галерея

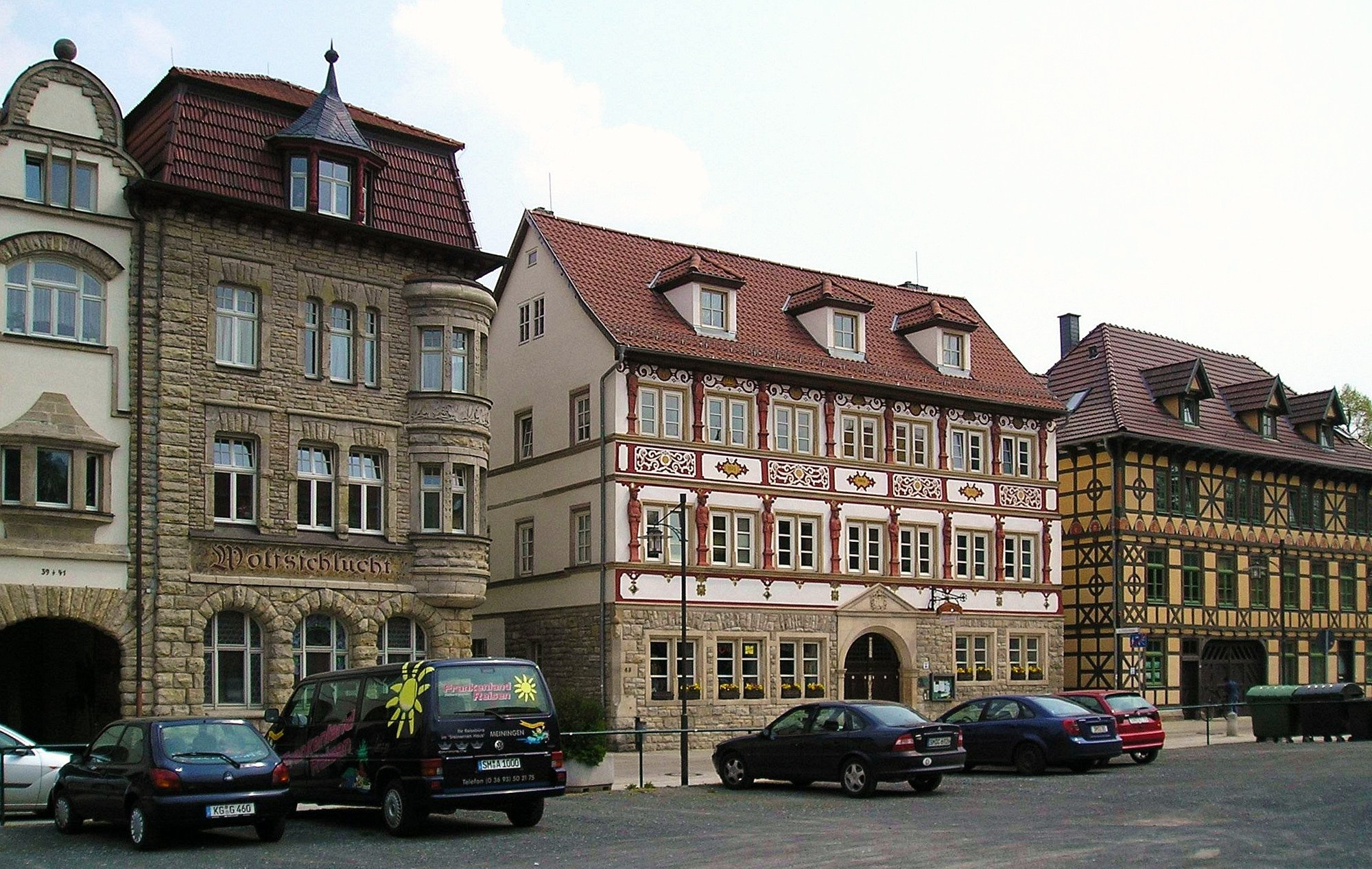
Вулиця в старій частині міста
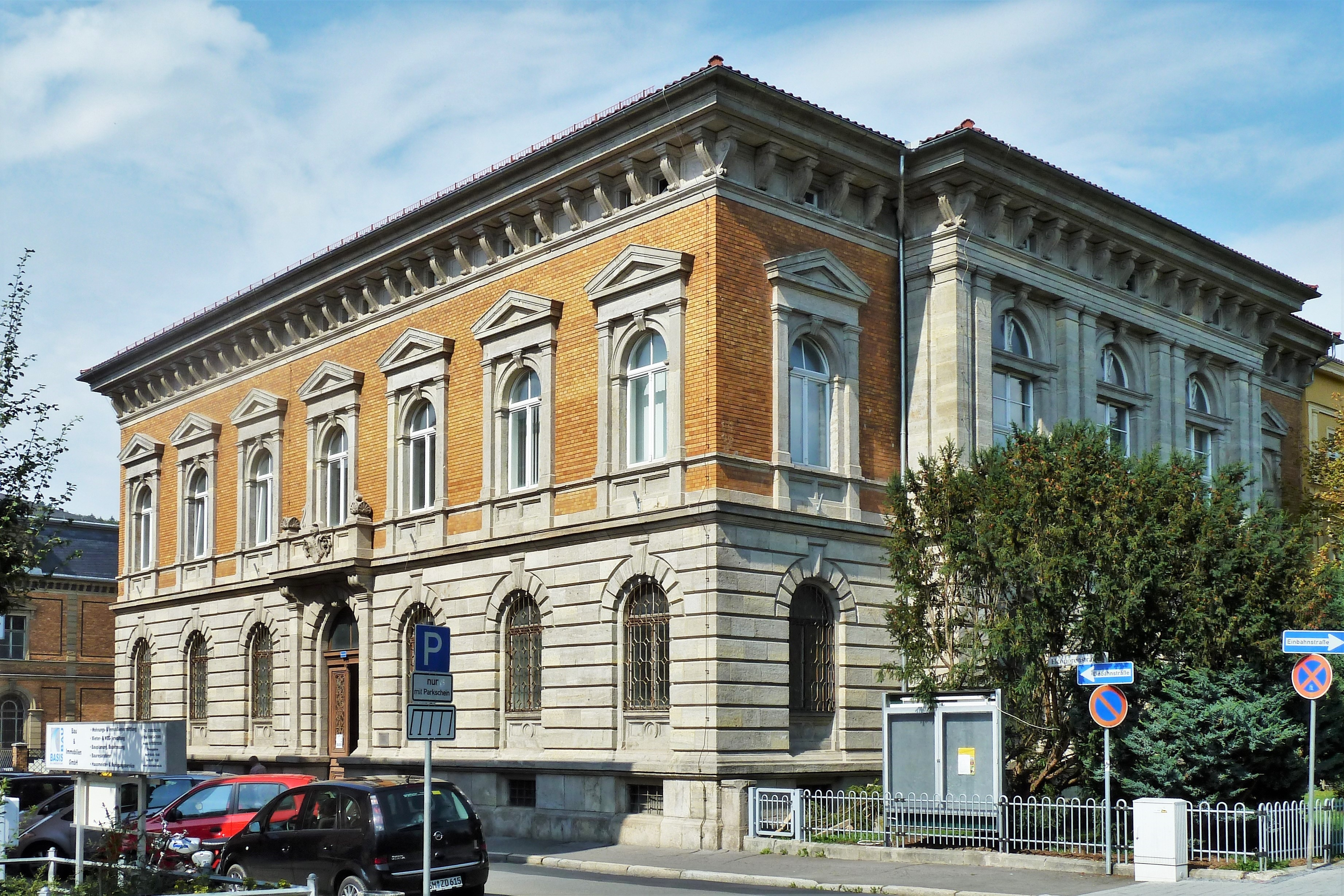
Будинок ландтагу
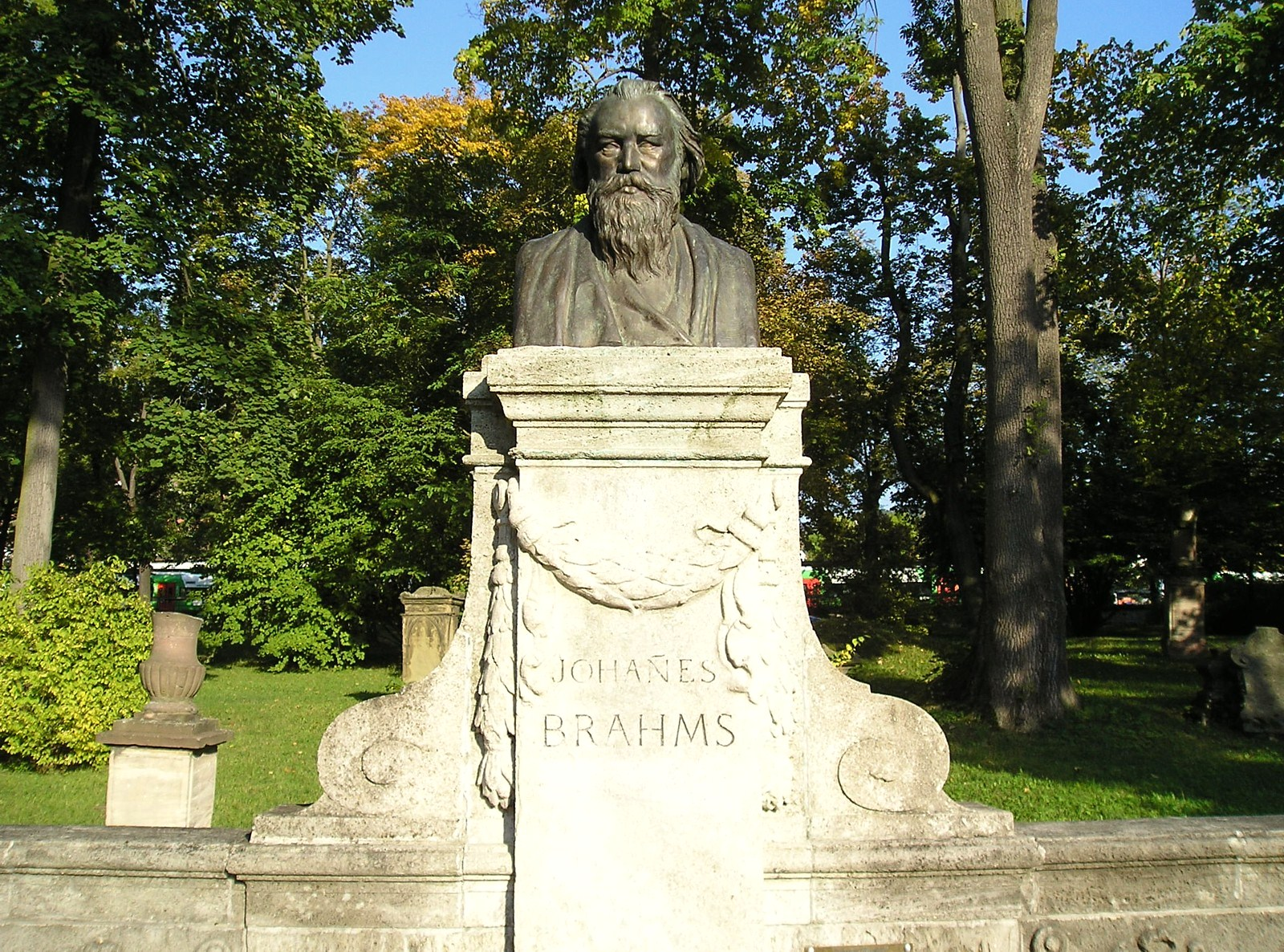
Пам'ятник Йоганна Брамса
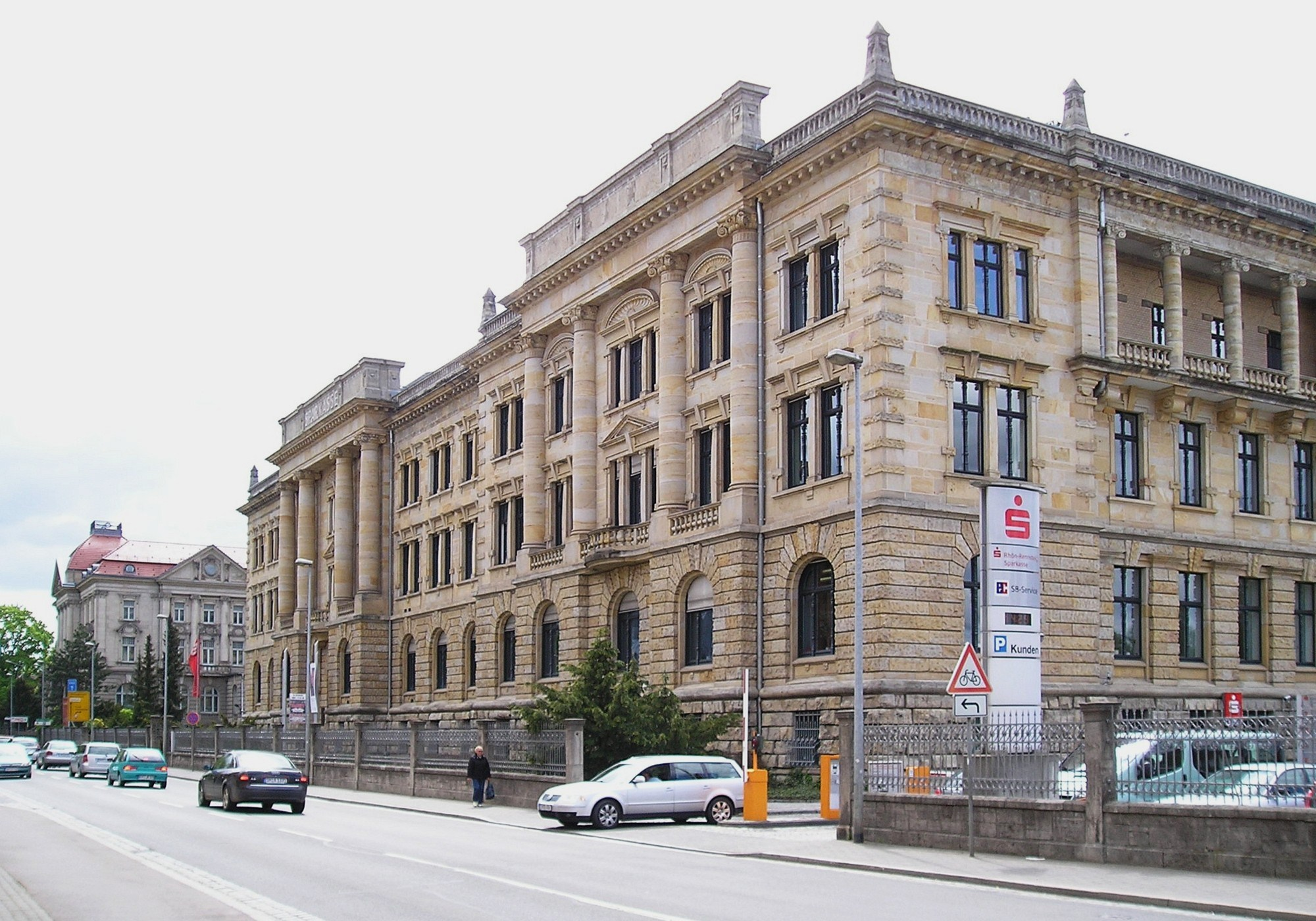
Будинок банків
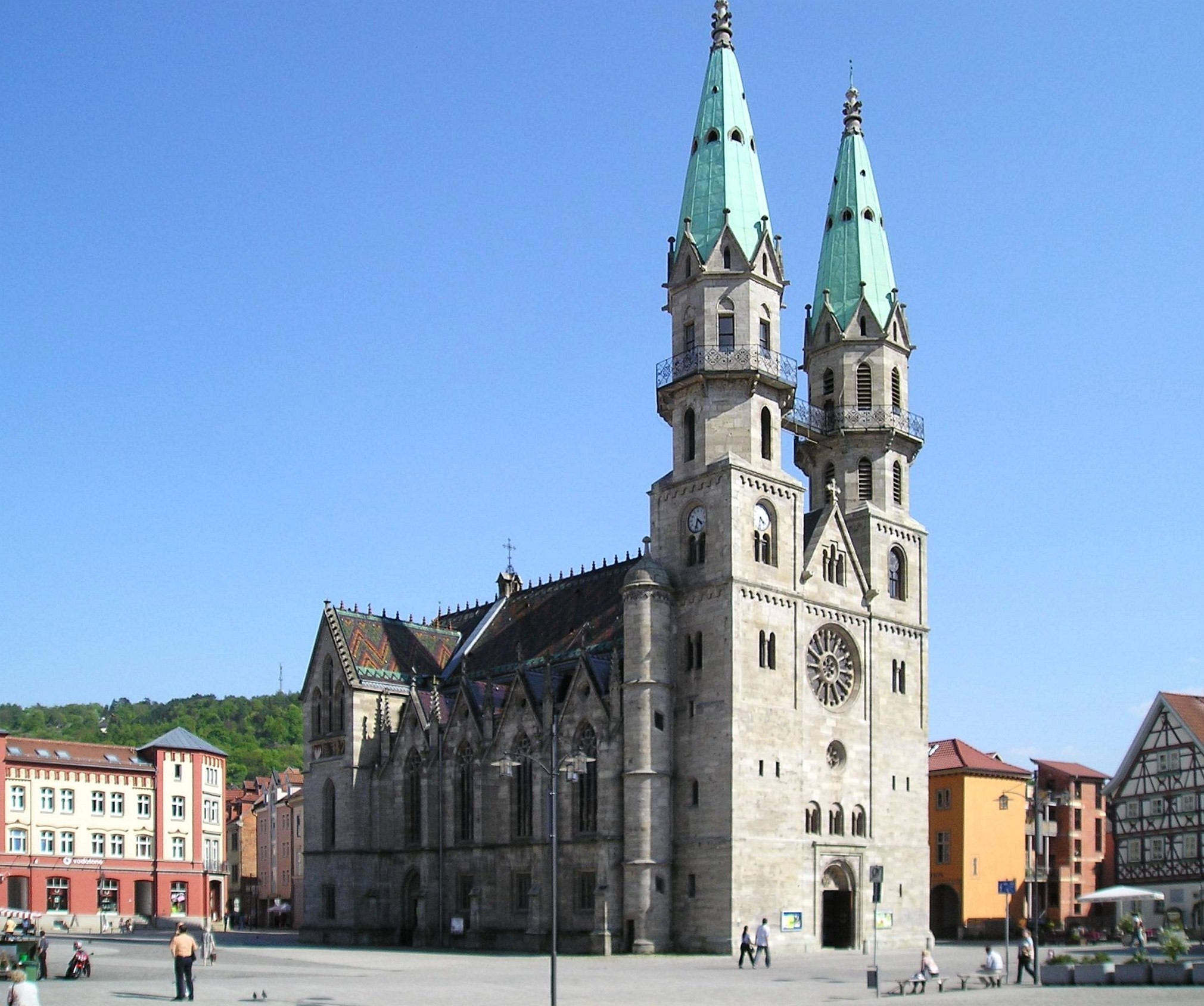
Міська кірха
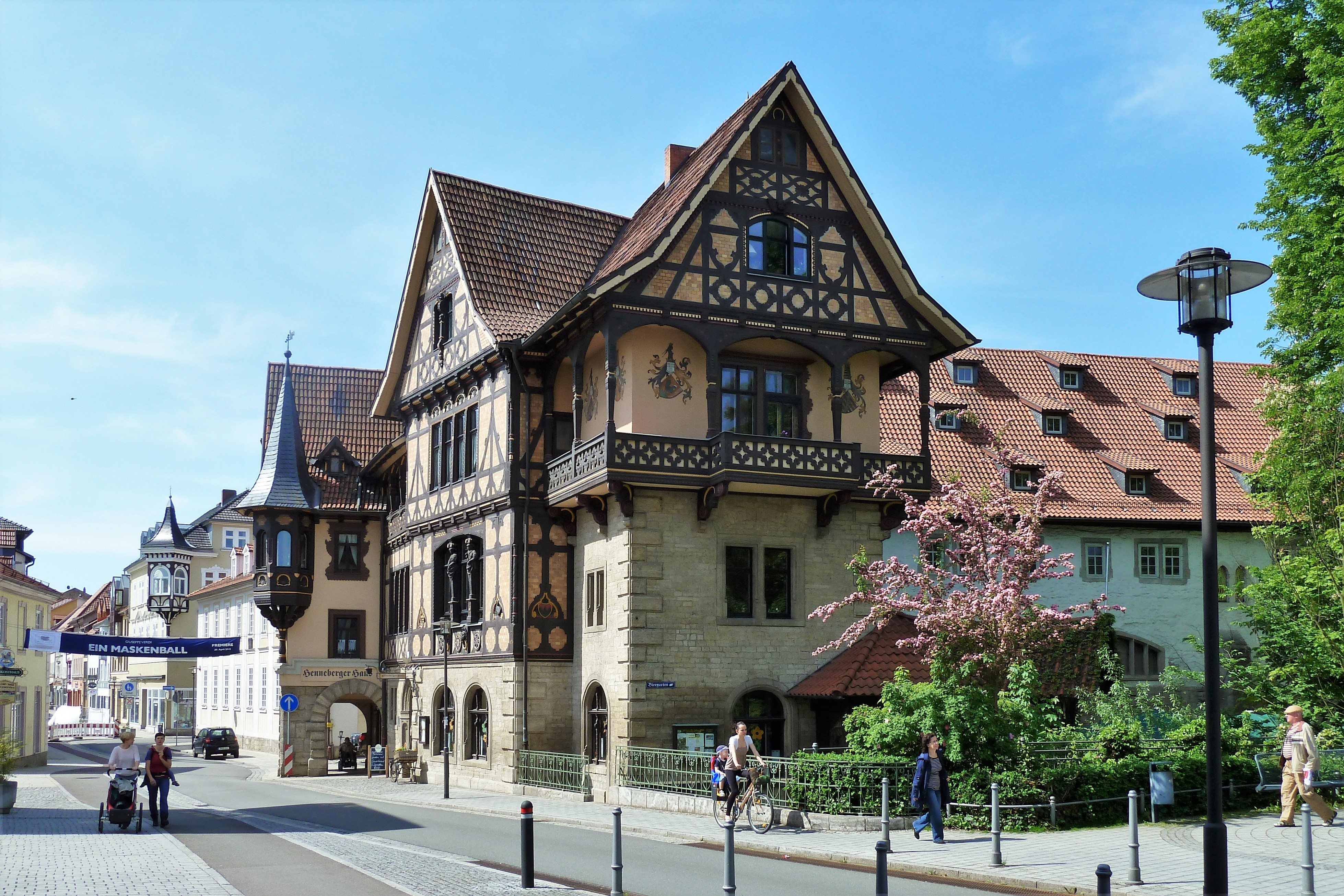
Будинок Ганненберг